# Saidar
Saidar is in de 14-delige fantasyserie Het Rad des Tijds, geschreven door Robert Jordan, de vrouwelijke helft van de Ene Kracht.
Binnen de Ene Kracht zijn er vijf stromingen: Lucht, Water, Aarde, Vuur en Geest.
Saidar en daarmee de vrouwelijke Aes Sedai - is beter in Lucht en Water, terwijl de mannelijke helft Saidin en daarmee de mannelijke Aes Sedai - toen zij nog bestonden in de Eeuw der Legenden - beter is in Aarde en Vuur, Geest is in beide helften gelijk.

## Gebruik van Saidar
De Bron kan alleen worden aangeraakt door vrouwen die kunnen geleiden. Als mannelijke geleiders Saidin willen aanraken, is dat alsof ze een woeste rivier moeten bedwingen. Bij de vrouwen is dit heel anders: zij moeten zich ontvankelijk opstellen. Ze moeten zich overgeven aan Saidar. Novices moeten zich als een bloem voorstellen die ook ontvankelijk is. Zo kunnen ze sneller leren de Ene Kracht aan te raken.  
Met Saidar kunnen Aes Sedai wevingen maken. Wevingen lijken op toverspreuken, en kunnen verschillende effecten hebben. Door de juiste hoeveelheden Aarde, Vuur, Lucht, Water of Geest met elkaar te mengen kan een weving offensief, defensief of zelfs helend zijn. 

## Verlenging van leven
Aes Sedai die al lang Saidar gebruiken, krijgen een zogenaamd leeftijdsloos gezicht. Hun leeftijden zijn moeilijk in te schatten. Ze worden ouder dan gewone mensen. 

## De vonk
Iemand heeft 'de Vonk' als zij de mogelijkheid heeft om te geleiden. Hoewel de vonk ook op latere leeftijd kan worden ontdekt, neemt de Witte Toren slechts meisjes en jonge vrouwen aan als Novices. Als Egwene Alveren tot Amyrlin Zetel wordt beëdigd, besluit ze ook oudere vrouwen als Novices aan te nemen, om het teruglopende aantal Aes Sedai tegen te gaan.